# WD 0137-349
WS 0137-349 är en dubbelstjärna i den mellersta  delen av stjärnbilden Bildhuggaren. Den har en kombinerad skenbar magnitud av ca 15,33 och kräver ett teleskop för att kunna observeras. Baserat på parallax enligt Gaia Data Release 3 på ca 9,8 mas, beräknas den befinna sig på ett avstånd på ca 331 ljusår (ca 102 parsek) från solen. Den rör sig bort från solen med en heliocentrisk radialhastighet på ca 70 km/s.

## Egenskaper
Primärstjärnan WD 0137-349 A är en vit till blå stjärna av spektraltyp DA, Den har en massa som är ca 0,39 solmassa, en radie som är ca 0,019 solradie och har ca 0,023 gånger solens utstrålning av energi från dess fotosfär vid en effektiv temperatur av ca 16 500 K med huvuddelen av utstrålningen i det ultravioletta området.
Dubbelstjärnan består av en vit dvärg med en brun dvärg i omloppsbana runt den och är ett av få system som består av en vit dvärg och en tillhörande brun dvärg. Den bruna dvärgen har en omloppsperiod av 116 minuter, eller nästan 2 timmar.
Följeslagaren WD 0137-349B, kan definieras genom ett genom ett överskott av infraröd strålning. Även om den lyser med en effektiv temperatur på 1 300 till 1 400 K, fångar den sida som vetter mot den vita dvärgen en procent av dennas strålning som värmer upp den till ca 2 000 K. Sidospektrumet "natt" i WD 0137-349 B matchar därför det hos en brun dvärg av mitten av spektraltyp T, medan sidospektrumet "dag" matchar det hos en tidig brun dvärg av spektraltyp L. Den bruna dvärgen misstänks vara en vit dvärg eller till och med en främmande stjärna, eftersom ett vätedominerat substellärt objekt kan vara instabilt i en så liten omloppsbana.
Den bruna dvärgen är känd för att ha överlevt att bli uppslukad när primärstjärnan var en röd jätte, eftersom den var relativt massiv. Vid den tiden hade den röda jätten en radie på 100 solradier. Följeslagarens bana faller långsamt och om ca 1,4 miljarder år tror man att banan kommer att ha förfallit tillräckligt för att den vita dvärgen ska kunna dra bort materia och ackretera den på dess egna yta, vilket leder till en kataklysmisk variabel. Sedan 2006 är detta den kallaste kända följeslagaren till en vit dvärg. Den är också objektet med den lägsta massan som man vet har överlevt att uppslukas av en röd jätte. Tidigare hade endast röda dvärgar varit kända för att överleva att vara inneslutna under en röd jättefas. Man tror att objekt mindre än 20 Jupitermassor skulle ha avdunstat.
WD 0137-349 representerar den första bekräftade post common envelope binary (PCEB) som består av en vit dvärg och en brun dvärg. Sedan 2018 är endast 8 av dessa wd + bd PCEBs kända. Den första med en bekräftad spektraltyp var GD 1400, men denna andra bekräftade wd +bd-dubbelstjärnan efter att GD 165 Bekräftades som en PCEB 2011, fem år senare än WD 0137-349.